# Triepeolus isohedrus
Triepeolus isohedrus är en biart som beskrevs av Molly G. Rightmyer 2008. Triepeolus isohedrus ingår i släktet Triepeolus och familjen långtungebin. Inga underarter finns listade i Catalogue of Life.